# Engineering-Procurement-Construction
Engineering, Procurement and Construction, kurz EPC, (zu Deutsch: Detail-Planung und Kontrolle, Beschaffungswesen, Ausführung der Bau- und Montagearbeiten) bezeichnet eine im internationalen Bauwesen und dort speziell im Anlagenbau übliche Form der Projektabwicklung und der dazugehörigen Vertragsgestaltung, bei welcher der Auftragnehmer als Generalunternehmer oder Generalübernehmer auftritt. 
Er verpflichtet sich, dem Auftraggeber eine Anlage oder ein Bauwerk schlüsselfertig (engl. Turn-key), in der Regel zu einem Festpreis und zu einem mit Konventionalstrafen belegten Termin, zu liefern. Der EPC-Lieferant (englisch Contractor) erbringt hierfür alle notwendigen Leistungen, insbesondere die gesamte Ingenieurleistung, die Beschaffung oder Fertigung aller notwendigen Baumaterialien, die Montage auf der Baustelle und die schlüsselfertige Inbetriebnahme.
Die Verträge für solche Projekte sind Werkverträge, die im internationalen Umfeld häufig nach den Vorgaben der FIDIC (ein Regelwerk ähnlich der deutschen VOB/B) aufgebaut sind. 

## EPCM
Engineering, Procurement and Construction Management (EPCM) ist eine weitere Variante der Projektabwicklung. Bei einem EPCM Projekt übernimmt der EPCM Contractor insbesondere ab der Bauphase lediglich die Überwachungsleistungen. Die Ausführung von Bau und Montage erfolgt durch Dritte. Andere Unternehmen/Subunternehmen werden vom Auftraggeber direkt beauftragt, bestimmte Leistungen zu erbringen. Diese werden gewöhnlich vom EPCM-Kontraktor überwacht.

### Gegenüberstellung EPC - EPCM
| Aufgabe / Vertragsinhalt | EPC (Engineering, Procurement and Construction) | EPCM (Engineering, Procurement and Construction Management) |
| --- | --- | --- |
| Beschaffungsverträge (Equipment Supply Contracts) | verhandelt und unterzeichnet allein von EPC-Kontraktor und Lieferant | verhandelt und unterzeichnet von Auftraggeber und Lieferant mit Beratung und Unterstützung durch den EPCM-Kontraktor |
| On-Site Bauvertrag (On-Site Construction Contract) | verhandelt und unterzeichnet von EPC-Kontraktor und Lieferant | verhandelt und unterzeichnet von Auftraggeber und Lieferant mit Beratung und Unterstützung durch den EPCM-Kontraktor |
| Lieferantenauswahl (Supplier Selection) | Lieferanten werden allein vom EPC-Kontraktor ausgewählt ohne Beteiligung des Auftraggebers | Lieferanten werden im beidseitigen Einverständnis zwischen Auftraggeber und EPCM-Kontraktor ausgewählt |
| Beschaffungsumfang (Scope of Supply) | EPC-Vertrag als Produkt der Original-Projektspezifikation, vorgelegt während des Ausschreibungsprozess, Änderungen und Abweichungen von der Spezifikation oder des Beschaffungsumfangs können zu Zusatzkosten führen. Auftraggeber kann sich während der Vertragslaufzeit keine weiteren Angebote unabhängiger Kontraktoren und Lieferanten einholen | Auftraggeber kann die Projektspezifikation problemlos ändern. Auftraggeber kann mit Unterstützung des EPCM-Kontraktors unabhängige Verträge mit Lieferanten oder Verkäufern aushandeln, da mehrere Vertragsparteien beteiligt sind                                                          |
| Beschaffungsbürgschaften (Equipment Supply Warranties) | Bürgschaft des EPC-Kontraktors an den Auftraggeber wird separat verhandelt | Bürgschaften zwischen Lieferanten und Auftraggeber werden individuell unter Aufsicht des EPCM-Kontraktors verhandelt |
| Prozessbürgschaften (Process Warranties) | Bürgschaft wird zwischen Auftraggeber und EPC-Kontraktor ausgehandelt. Sie wird vom EPC-Kontraktor an den Auftraggeber ausgestellt, gewöhnlich in Form eines Erfüllungsgarantie oder Performance Bond | Bürgschaften zwischen Lieferanten und Auftraggeber werden individuell unter Aufsicht des EPCM-Kontraktors verhandelt |
| Sicherheit an der Baustelle: Generalhaftung, Unfallversicherung, Ausgleichszahlungen etc. (Construction Site Safety: General Liability Insurance, Workman’s Compensation, Accident etc.) | Sicherheit auf der Baustelle obliegt allein dem EPC-Kontraktor und den beteiligten Subunternehmern in Übereinstimmung mit den Vertragsvereinbarungen | Sicherheit auf der Baustelle wird vom EPCM-Kontraktor überwacht, sie liegt jedoch in juristischem Sinne in der Verantwortung des Auftraggebers und den beteiligten Subunternehmern in Übereinstimmung mit den Vertragsvereinbarungen                                                        |
| Genehmigungen wie Baugenehmigung, Umweltgenehmigung etc. Permitting (Environmental, Construction etc.)                                                                                   | Genehmigungen liegen in der Verantwortung des EPC-Kontraktors mit Ausnahme derer, die rechtlich vom Auftraggeber verlangt werden | Genehmigungen werden auf den Auftraggeber ausgestellt. EPCM-Kontraktor assistiert in der Bereitstellung der erforderlichen Dokumente |
| Überschreitung der geplanten Projektkosten (Project Budget Cost Overruns) | Kostenrisiken des Projekts werden vom EPC-Kontraktor getragen. Überschreiten der Kosten für Ausrüstung und Dienstleistungen liegen innerhalb des Beschaffungsumfangs des EPC-Kontraktors. Sollen Kosten auf den Auftraggeber übertragen werden, so muss dies vertraglich vereinbart werden | Kostenrisiken werden vom Auftraggeber getragen. Kostenüberschreitungen für Ausrüstung und Dienstleistungen, wie z. B. nachträgliche Ausschreibungen für Ausrüstungen oder höhere On-Site Kosten gehen zu Lasten des Auftraggebers mit Ausnahme der vertraglich vereinbarten Fixkosten       |
| Projektkosten-Einsparung (Project Budget Cost Savings) | Kostenrisiken des Projektes werden vom EPC-Kontraktor getragen. Kosteneinsparungen für Ausrüstung und Dienstleistungen gehen zugunsten des EPC-Kontraktors und können ohne vorherige Vertragsänderung nicht auf den Auftraggeber übertragen werden | Kostenrisiken werden vom Auftraggeber getragen. Kosteneinsparungen für Ausrüstung und Dienstleistungen gehen zugunsten des Auftraggebers |
| Tägliche Projektaufwendungen (Project Day-to-Day Expenses) | Tägliche Projektaufwendungen, die innerhalb des Lieferumfangs liegen, werden vom EPC-Kontraktor getragen | Tägliche Projektaufwendungen werden vom Auftraggeber getragen, jedoch vom EPCM-Kontraktor verwaltet |
| Projektfinanzierung (Project Financing) | Projektfinanzierung gewöhnlich durch eine Anzahlung (Down payment) zwischen Auftraggeber und EPC-Kontraktor nach Erbringen bestimmter Leistungen gewährleistet. Übliche Form dieses Geschäftes ist ein unwiderruffliches Dokumentenakkreditiv | Projektfinanzierung kann mit einer Kombination aus Down Payment, Open Account oder Dokumentenakkreditive abgewickelt werden. Das L/C wird vom Auftraggeber an die Lieferanten und Kontraktoren ausgestellt. Der EPCM-Kontraktor begleitet diesen Prozess während der gesamten Verhandlungen |
| Juristische Kosten (Legal Costs) | Die Gerichtskosten für den Auftraggeber sind gering. Auftraggeber verhandelt lediglich einen bindenden Werksvertrag mit dem EPC-Kontraktor. Der EPC-Kontraktor muss weitere Beschaffungsverträge mit den Lieferanten aushandeln, somit sind auch seine juristischen Kosten höher. Kommt es zum Rechtsstreit, so muss der Auftraggeber den EPC-Kontraktor auffordern, rechtliche Schritte gegen Lieferanten zu unternehmen, welche ihre Vertragsleistung nicht erbringen. | Gerichtskosten sind für den Auftraggeber höher, da er mit Unterstützung durch den EPCM-Kontraktor verschiedene Verträge mit den einzelnen Lieferanten aushandelt. Kommt es zum Rechtsstreit, so muss der Auftraggeber die säumigen Lieferanten in die Pflicht nehmen                        |
| Verwaltung (Administration) | Verwaltungskosten sind für den Auftraggeber mit einem EPC-Vertrag gering. Es wird nur eine relativ geringe Personaldecke (Management, Qualitätssicherung, Rechtsabteilung etc.) benötigt, um das Projekt durchzuführen. | Verwaltungskosten sind für den Auftraggeber mit einem EPCM-Vertrag höher. Bei der Personalplanung müssen verschiedene Ebenen installiert werden, um das Projekt erfolgreich durchzuführen.                                                                                                  |

### Vorteile EPCM (aus der Sicht des Auftraggebers)
- geringer Gesamtkostenanteil
- Verantwortung liegt beim Personal
- höhere Prozesskontrolle
- geeignet für weniger definierte Projekte mit erwarteten Änderungen im Beschaffungsumfang
- weniger juristische Probleme[3], da Probleme meist schon im Vorfeld identifiziert werden können
- Flexibilität für den Auftraggeber bei der Projektfinanzierung

### Vorteile EPC (aus der Sicht des Auftraggebers)
- Einkaufsvertrag liegt in einer Hand (beim EPC-Kontraktor)
- geringer Personalbedarf
- geringe Rechtsrisiken
- Schnittstellenkoordination der Einzelgewerke übernimmt der EPC-Kontraktor (kein Kostenrisiko)
- Risiko und Abwehr der Claims von Sublieferanten einzelner Gewerke liegt beim EPC-Kontraktor
- geeignet für Projekte mit enormen Zeitdruck zur Umsetzung (Time to market)
- Auswahl EPC-Kontraktor ist bereits in einer sehr frühen Phase möglich
- Errichterkosten sind i. d. R. geringer als bei langwierigen Planungsvorleistungen und Einzellosvergaben

## EPCI
Insbesondere im Offshore-Bereich finden sogenannte Engineering, Procurement, Construction and Installation-Verträge (EPCI) Anwendung. Das Segment Installation bezeichnet in diesem Fall das Errichten auf See der meist an Land oder im Hafen gefertigten Strukturen.